# Badia Esperança
La Badia Esperança a la península Trinity, té 5 km. de llarg i 3 km. d'ample, situada a prop de la punta de la Península Antàrtica i davant de l'estret Antàrtic.
La badia va ser descoberta el 15 de gener de 1902 per l'expedició Antàrtica Sueca sota comandament d'Otto Nordenskiöld, qui la va anomenar així en commemoració de l'hivern que van passar a prop d'aquest punt en Johan Gunnar Andersson, S.A. Duse, Toralf Grunden, i José María Sobral, quan el seu vaixell (Antarctic) el va aixafar el gel i es va enfonsar. Varen ser rescatats per la corbeta argentina Uruguay. Encara són visibles les ruïnes d'una cabana de pedra construïda pels membres de l'expedició.
L'antiga base britànica "D" es va establir a la badia el 1945. Es va cremar parcialment el 1948 i la van tancar el 1964. El 8 de desembre de 1997 la British Antarctic Survey va transferir la base a l'Uruguai, qui la reanomenava com a Estació científica Uruguaiana Antàrctica Teniente Ruperto Elichiribehety.

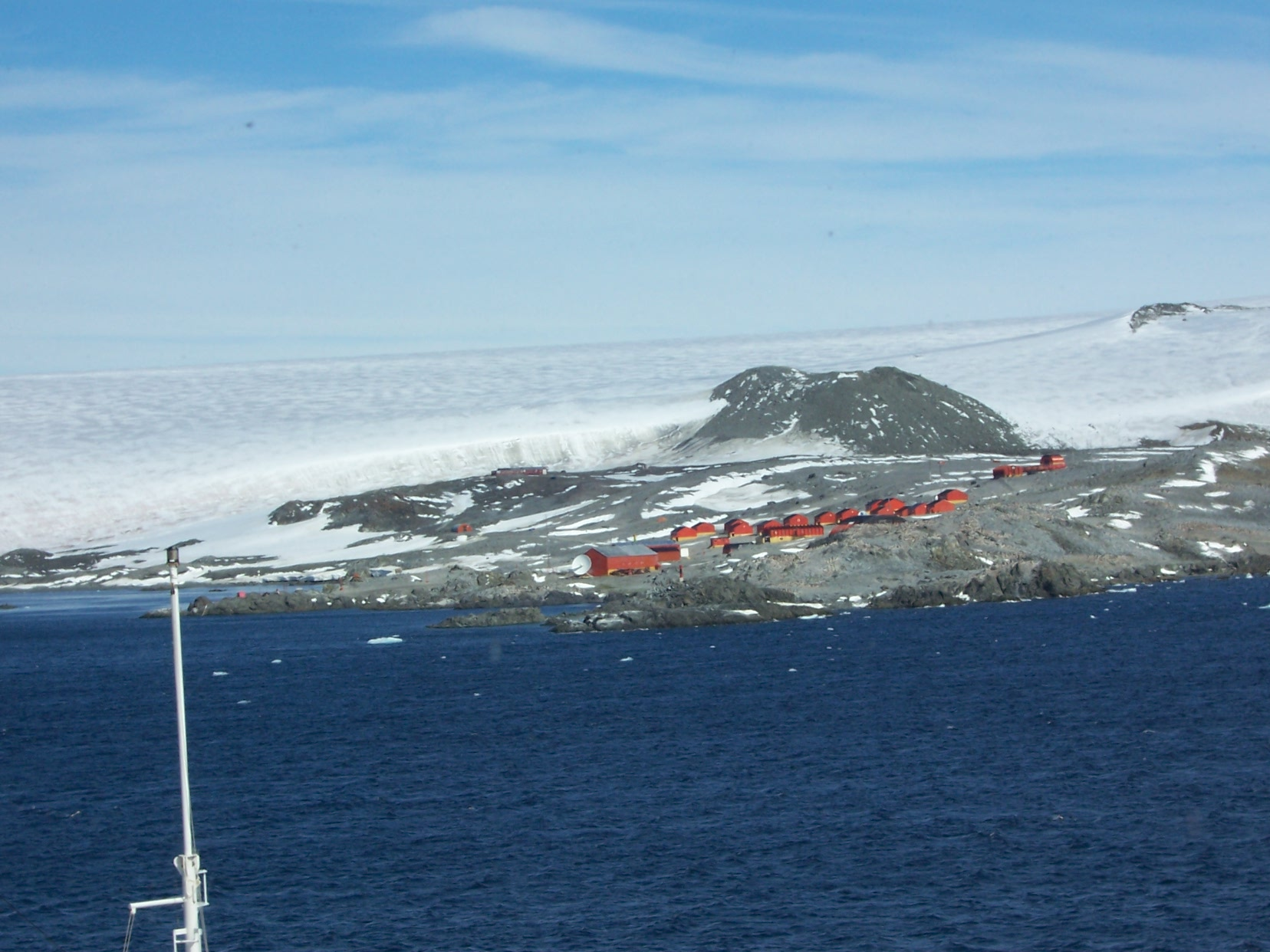
Base Esperanza, badia Esperança, desembre de 2004

L'actual base argentina, base Esperanza va ser establerta el 1952. Té una ampla presència militar de l'exèrcit Argentí i inclou una colònia amb famílies. Les instal·lacions de la base han desplaçat en part, una rocassa de pingüí. El 1978 va néixer Emilio Marcos Palma, fill d'un oficial naval argentí, i que és considerat el primer ésser humà nascut a l'Antàrtida.
Badia Esperança va ser també escenari del primer incident amb trets a l'Antàrtida el 1952 quan una patrulla de costa argentina va disparar amb una metralladora per sobre dels caps d'un equip de la British Antarctic Survey que descarregaven subministraments del John Biscoe. Posteriorment, els argentins varen demanar disculpes diplomàtiques, argumentant que hi havia hagut un malentès i que el comandant militar argentí de terra havia excedit la seva autoritat.